# Magyarellenesség
A magyarellenesség (magyargyűlölet, hungarofóbia) az idegengyűlölet egy formája, ami magyarok ellen irányul, célpontjai ma főként a trianoni békeszerződés után alakult, Magyarországgal szomszédos országokban kisebbségben élő magyarok. A magyarellenes személyeket magyarellenesnek, magyargyűlölőnek vagy hungarofóbnak nevezik.

## Okai és megnyilvánulási formái
A magyarellenességnek főként történelmi és társadalmi okai vannak, és ezen okokból nagyrészt a szomszédos, kisebb nemzetek körében észlelhető.
A magyarellenesség megnyilvánulási formái:
- a magyarok és a magyar nyelv finnugor eredetének tagadása – az ezt hirdető magyarellenes csoportok rendszerint azt állítják, hogy a magyar nyelv altaji eredetű, melynek oka, hogy magyarellenes körökben a magyarokat a fehér Európától idegen, a kereszténységtől és az európai civilizációtól távol álló, barbár és civilizálatlan keleti népnek kívánják beállítani[1][2][3][4][5]
- a magyarokkal kapcsolatos előítéletek, tévhitek terjesztése;
- a magyarság nemzeti szimbólumainak (nemzeti zászló, címer, himnusz), illetve a magyarsághoz köthető emlékműveknek, szobroknak (például Petőfi Sándor, Kossuth Lajos stb. szobrai és emléktáblái, vagy az aradi Szabadság-szobor stb.), valamint vallási szimbólumainknak vagy ereklyéinknek (például a Szent Korona, a Szent Jobb stb.) becsmérlése, kigúnyolása vagy megbecstelenítése;
- nyílt vagy burkolt gyűlöletbeszéd;
- a magyar történelem, illetve az eredeti magyar etnikum származásának támadása (hivatkozás például az ázsiai eredetre – „görbe, rövid lábukon döcögő mongolok” stb.);
- a magyar nemzethez tartozó személyek hátrányos megkülönböztetése (diszkrimináció) az oktatási intézményekben, munkahelyen, közigazgatási intézményekben, a mindennapi életben;
- magyar szervezetek hátrányos megkülönböztetése (körülményes bejegyzés, költségvetési támogatás megnehezítése vagy megtagadása, betiltás stb.);
- testi bántalmazás (például Malina Hedvigé, akit azóta is üldöznek a hatóságok).

## Története
A magyar nemzetiségű embereket az idők során sok támadás érte, de ezek általában a vagyon- és területszerzést szolgálták, és nem rasszista indíttatású, magyarellenes támadások voltak (lásd pl. tatárjárás, török háborúk, szovjet megszállás stb.).

### Magyarellenesség a trianoni békeszerződés előtt
A 16. században, a mohácsi vészt követően szerb felkelés tört ki Bács, Szabadka és Szávaszentdemeter vidékén Cserni Jován (Црни Јован) vezetésével. A lázadók elsősorban ugyan haszonszerzés végett hajtottak végre dúlásokat, de meghatározott célpontjaik voltak az alföldi magyar lakosok, az erdélyi szászok, sőt a románok is. A szerb-magyar ellentét a következő évszázadokban fokozatosan kiéleződött, különösen a török dúlások korában, mivel a támadó oszmán egységek soraiban igen sok szerb szolgált, akár eltörökösödött janicsárok, akár nemzetiségüket őrzők, akik részt vettek a pusztításokban. A Rákóczi-szabadságharc alatt a bécsi udvar gerjesztette az indulatokat a szerbekben, horvátokban és szászokban, akik végig a Habsburg hatalom mellett álltak. Ezért pl. 1704. március 13-án Rabutin egységei felgyújtották Nagyenyedet.
Említést érdemel II. József, a kalapos király katolicizmus-ellenes regnálása alatt bekövetkezett 1784. évi Horea–Cloşca-féle parasztfelkelés Erdélyben. A lázadók célpontjai magyar uradalmak, kastélyok, falvak, városok voltak. Az általuk feldúlt, elpusztított, felégetett magyar vagy részben magyar települések: Kurety (Curechiu), Kristyor (Crişcior), Brád (Brad), Miheleny (Mihăileni), Déva (Deva), Verespatak (Roşia Montană), Aranyosbánya (Offenbánya, Baia de Arieş), Abrudbánya (Abrud) stb. Ez utóbbi településen gyakran volt hallható:
Öljétek válogatás nélkül azokat a magyarokat, akik nem hajlandók román hitre térni.
A felkelők 389 magyar falut dúltak fel, egyes települések teljes lakosságát kiirtották.
Az etnikai alapú magyargyűlölet a soviniszta eszmék megjelenésével terjedt el, bár az etnikailag sokszínű – magyarok által is lakott vidékeken – enyhébb formában korábban is jelen volt.
Az 1848–49-es forradalom és szabadságharc során Dél-Magyarországon az ott élő szerbek csapatai gyilkoltak. Az 1848. július 18-án visszafoglalt, Szenttamás közelében fekvő Földvárra bevonulva a magyar katonák 37 levágott gyermekfejet találtak a katolikus templomban. Zentán 1849 februárjában kb. 2000–2800 magyart mészároltak le. Erdélyben pedig az Avram Iancu, Axente Sever és Simion Prodan román ortodox pópák által fölhergelt felkelők támadtak a magyar lakosságra, egész településeket gyújtva fel. Nagyenyed közel 1000 lakosát, akik a sarkvidéki fagyban az erdőbe menekülni nem tudtak, fölkoncolták. Gyermek, asszony, aggastyán sem remélhetett kegyelmet. A nemzetiségek magyargyűlöletét a bécsi udvar is szította, hogy szabadságharcunk során szövetségesekre tegyen szert.
Táblázat: 1848-ban a román felkelők által erdélyi magyar falvakban elkövetett vérengzések
| Dátum                   | Település | Magyar áldozatok száma          |
| ----------------------- | --- | ------------------------------- |
| 1848. október 12.       | Kisenyed (Sângătin) | 140                             |
| 1848. október           | Magyarigen (Ighiu) | 176 család                      |
| 1848. október           | Asszonynépe (Asînip) | ?                               |
| 1848. október           | Boklya (Bochia) | 30                              |
| 1848. október           | Borosbocsárd (Bucerdea Vinoasǎ) | 73                              |
| 1848. október           | Bugyfalva (Budeşti) | ?                               |
| 1848. október           | Csáklya (Cetea) | ?                               |
| 1848. október           | Forrószeg (Forosig) | ?                               |
| 1848. október           | Mikeszásza (Micăsasa) | ? szinte mind                   |
| 1848. október           | Zám (Zam) | ?                               |
| 1848. október 20. körül | Balázsfalva (Blaj) térsége | 400                             |
| 1848. október           | Alvinc (Vinţu de Jos) | 2 békeküldött                   |
| 1848. október           | Sárd (Şard) környéke | 3000                            |
| 1848. október           | Algyógy (Geoagiu) | 85                              |
| 1848. október 24.       | Ompolygyepüi (Presaca Ampoiului) vasúti megállóhely                                                                                           | 700 zalatnai magyar             |
| 1848. november 13.      | Felvinc (Unirea) | 200                             |
| 1849. január 8.         | Nagyenyed (Aiud) | 800                             |
| 1849. január 18.        | Marosnagylak (Noşlac), Hari (Heria), Marosdécse (Decea), Inakfalva (Inoc), Felvinc (Unirea)                                                   | (100?)                          |
| 1849. január            | Marosújvár (Ocna Mureş) | 90                              |
| 1848. december 14.      | Kővárhosszúfalu (Satulung), Bácsfalva (Bacea), Türkös (?), Alsócsernáton (Cernat), Tatrang (Tărlungeni), Zajzon (Zizin), Pürkerec (Purcăreni) | ?                               |
| 1848. október           | Gerendkeresztúr (Grindeni) | 200                             |
| 1848. október 28.       | Borosbenedek (Benic) | a teljes falu                   |
| 1848. október           | Székelykocsárd (Lunca Mureşului) | 60                              |
| 1848.                   | Gyulafehérvár (Alba Iulia) | ?                               |
| 1848. október           | Naszód (Năsăud) | ?                               |
| 1848. október           | Borbánd (Bărăbanţ) | ?                               |
| 1848. október 25.       | Kőrösbánya (Baia de Criş) és Cebe (Ţebea) között                                                                                              | teljes Brády-család             |
| 1848. október           | Radnót (Iernut) környéke | majdnem teljes falvak lakossága |
| 1849. május             | Abrudbánya (Abrud) | 1000                            |
| 1849. május             | Bucsesd (Buceş) | 200                             |

A fenti táblázatban leírt gyilkosságokat sokszor rendkívül kegyetlenül hajtották végre: végtagok levágása, elevenen megégetés, földbe ásás, eke elé fogás, megvakítás, karóba húzás stb. Jellemző volt a lányok, asszonyok megerőszakolása is. Friedenfels erdélyi szász író ezt jegyezte meg: „De hát mire való lenne leírni itt a szétdúlt helységek nevét, és a lemészárolt áldozatok számát? A mongolok betörésétől és a XVI., XVII. század harcaitól eltekintve, nem volt egyetlen olyan időszak sem, amelyben az elszabadult szenvedélyek az egész országban (ti. Erdélyben) annyi rablást, gyújtogatást, és gyilkolást okoztak volna, mint ebben az esztendőben.”
1918 előtt, kevés kivételtől (például az Amerikába kivándoroltak) eltekintve, szinte az összes magyar nemzetiségű ember a Magyar Királyság területén élt, és a többségi nemzethez tartozva bizonyos szintű védelmet élvezett a rasszista jellegű támadásokkal szemben. Ennek ellenére gyakran fordultak elő incidensek a többségükben nemzetiségek lakta területeken, különösen akkor, ha a központi kormányzat csak nehezen, vagy – helyenként – egyáltalán nem tudta érvényesíteni a hatalmát (1848-49, első világháborús események).

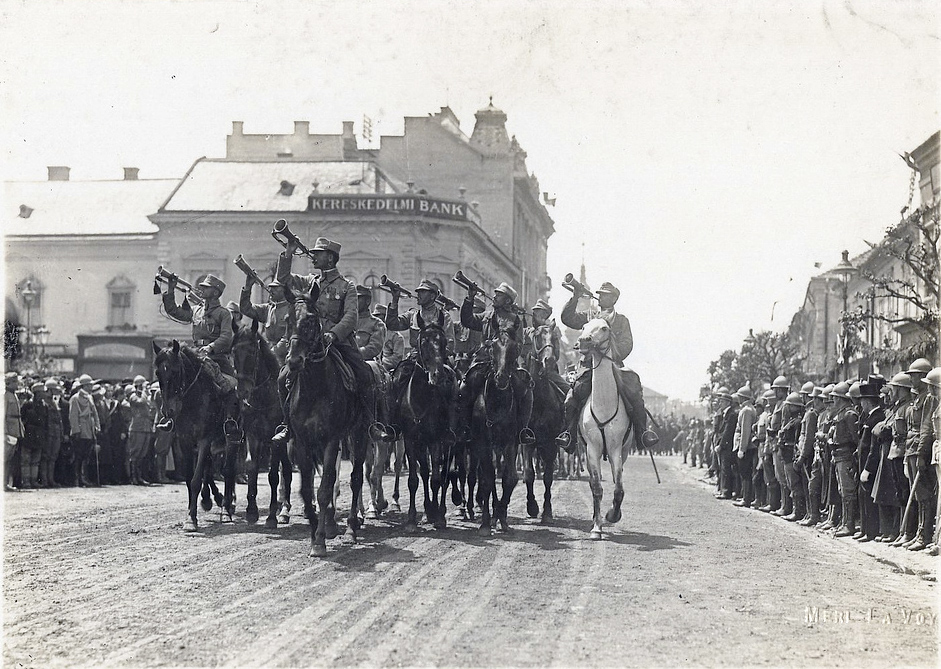
A román hadsereg megszállja Erdélyt

A történelmi Magyarország területén élt nem-magyar népekben, a 19. század végén, függetlenedési törekvésükkel párhuzamosan erősödött a magyarellenesség. Csak kis szerepe volt ebben a 19. század végi-20. század eleji magyar kormányok rossz nemzetiségi politikájának. Az erős kül- és belföldi propaganda hatására az egységes, modern magyar közigazgatás kiépítését és a magyar nyelvű iskoláztatás támogatását a nemzetiségek (különösen a szlovákok és a románok), nemzeti létük veszélyeztetéseként élték meg, annak ellenére, hogy például a románoknak Magyarországon 1880-ban 2756 tisztán román nyelvű és 394 kétnyelvű iskolájuk volt, míg a Román Királyságban (Havasalföld és Moldva együtt) mindössze 2505 iskola működött.
A Vendvidéken, a magyarországi szlovéneknél folytattak erőteljes magyarosítást, amit a terület evangélikusai támogattak, mert meg voltak győződve Magyarország nemzeti felsőbbrendűségéről. A katolikus papság ellenben hevesen ellenállt a magyarosításnak és az 1910-es évekre nyíltan hirdette, hogy a szlovéneknek Magyarországon nincs jövőjük. A magyarosítás a szlovénségre nézve veszélyesebb volt, mint más nemzetiségekre, ugyanis a szlovének száma aránylag kicsi volt, illetve elmaradott gazdaságuk miatt, sok értelmiségi csak úgy juthatott magasabb szintre, ha elfogadta és támogatta a magyarosítást. Ivanóczy Ferenc, Borovnyák József, majd Klekl József vállalták az ellene való küzdelem ügyét, többek között szélesebb autonómia, vagy teljes függetlenség megszerzése végett. Klekl nyilatkozataiban élesen bírálta a magyarosítást és szorgalmazta a függetlenedést, majd a Jugoszláviával való egyesülést. A magyarságot nem illette diszkriminálva, azonban egyesek szemében a katolikusok részéről történt effajta megnyilvánulások mégis magyarellenesnek minősültek, meglehetősen alaptalanul. Klekl például azt is ellenezte, hogy a Muravidékre, a magyar településekre nyugat-szlovéniai és olaszországi szlovén telepeseket helyezzen el a jugoszláv állam, tudva, hogy ez mind gazdaságilag, mint kulturálisan káros hatással lesz a vidékre. Amikor a magyar honvédség visszaszerezte a jugoszlávoktól a Muravidéket, Kleklt nyomban letartóztatták magyarellenességgel és ún. „hazafiatlansággal” vádolva a 20-as években végzett közszerepléséért. A magyar revízió felfogása szerint a vendek (szlovének) „szláv nyelvű magyarok,” ennek téves tudatában kezelték hazaárulásnak az elszakadási törekvéseket. Végül sem Kleklt, sem más szlovén vezetőket nem ítélték el az akkori cselekményeik miatt.
Az eufemikusan trianoni békeszerződésnek titulált diktátumban a győztes nyugati hatalmak ugyan feltételeket és korlátokat vettek a szövegbe, az immár kisebbségbe szorult magyarság védelmére, de azokat az azóta hatalomra juttatott kisantantos államok és mai utódjaik teljesen figyelmen kívül hagyják, a magyar lakosság önrendelkezési jogát folyamatosan semmibe veszik.

## Rasszista hiedelmeken alapuló magyarellenesség a 20.sz. elején és Trianonkor
A magyarok elleni rasszista sztereotípiák a 20. század elején ún. antropológiai áltudományos ún. faji teóriákban is elterjedtek Nyugat-Európában, amelyek a magyarokat „mongoloid” nagyrasszhoz tartozó, turáni származású, szerintük faji okokból intellektuálisan alacsonyabb rendű népnek állították be, amely nép Európában egy idegen testet, egyféle zárványt alkot. 
Ezen mítoszok szerint a mongoloid magyarok régóta komolyan gátolják a régió társadalmi és gazdasági fejlődését, „eurázsiai despotizmusuk” pedig fenyegetést jelent a kulturáltabb és civilizáltabb, ún. „fehér nemzetekre”, azaz szlávokra és románokra, akiket az ázsiai magyar „elnyomás” alól a trianoni béke igazsága mentett fel. 
4
A rasszista alapokra felépített narratíva célja a magyarok kollektív bűnösségének és területi szétdarabolásának legitimálása és „igazolása” volt a korabeli nyugati közvélemény szemében.
A trianoni szerződés aláírása utáni nagyobb magyarországi revizionista tüntetések hírével kapcsolatban a brit és francia liberális sajtó is gyakran folyamodott a rasszista „faji igazságszolgáltatás” felemlegetéséhez, hogy a szerződést igazságosnak mutassa a közvélemény előtt, olykor az állítólagos magyar ázsiai „antropológiai kinézettől” való nyílt undor felemlegetése is helyet kapott hasábjaikon egyféle „végső igazolásként”.

### Egyesült Királyság
A brit faji teoretikus Robert Knox 19. századi írásai újjáéledtek a háború utáni diskurzusban. Knox 1850-es könyve, The Races of Men, a magyarokat „mongoloid hibridnek” nevezte, amit 1921-ben a The Times hivatkozott, hogy érveljen amellett, hogy „A magyarok ázsiai jellege alkalmatlanná teszi őket arra, hogy európai földeket birtokoljanak.”
Antropológusok és politikai szakértők (pl. Arthur Keith, Joseph Deniker) azt állították, hogy a magyarok „faji intelligenciahiányban” szenvednek, mivel „agykoponyájuk mérete kisebb és struktúrája” közelebb állt az ázsiai nomád népekhez, mint az európaiakhoz.
Ezen felül a magyarokat „dühöngő természetűnek” és „öncélú erőszakra hajlónak” tartották, amit a hunokkal vagy mongolokkal való képzelt rokonsággal, kulturális és történelmi kapcsolatokkal meg is magyaráztak. Brit „liberális” újságok (pl. The Times) a trianoni béke idején írták, hogy a magyarok „vérmérséklete primitív, turáni ösztönökhöz köthető, amelyek a civilizált európai népeket fenyegetik.” Román és cseh propagandák gyakran idézték a hamis állítást, miszerint a magyarok „mongol vérvonaluk miatt képtelenek a demokratikus békés és civilizált együttélésre, kizárólag zsarnokságban gondolkodnak.” Ezek az álományok szolgáltatták a trianoni területi megnyirbálás „tudományos” alapját, a magyarokat a háborús kollektív bűnösséggel és Európában egyféle „biológiai idegen testként és mongoloid zárványként" definiálva.
A diplomata és történész Harold Nicolson, a párizsi béketárgyalások kulcsfontosságú brit tárgyalója, írásaiban erősítette a magyarellenes előítéleteket. 1933-as emlékiratában, a Peacemaking 1919 című művében elutasította Magyarország történelmi területekre vonatkozó követeléseit, kijelentve:
„A magyarok, ázsiai temperamentumukkal, képtelenek a civilizált államokhoz szükséges türelmes kormányzásra. Történelmük erőszakos hódítások krónikája, hasonlóan hun ősükhöz.” (“The Magyars, with their Asiatic temperament, are incapable of the patient governance required for civilized states. Their history is a saga of violent conquest, much like their Hunnic ancestors.”)
Az híres oxfordi antropológus tudós, Arthur Keith 1919-ben publikált és széles körben idézett tanulmánya szerint a magyarok „a mongoloid agresszió és az árja ravaszság egyedülálló keverékét testesítik meg, ami még kormányzásra is alkalmatlanná teszi őket”. („exhibit a unique blend of Mongoloid aggression and Aryan cunning, making them unfit for self-rule.”) Munkáját a dél-afrikai küldött, Jan Smuts használta fel a magyar határrevíziós kérelmek elutasításában.
Több brit tanácsadó és diplomata ál-tudományos rasszizmust alkalmazott a trianoni békeszerződés szigorú feltételeinek igazolására. Robert William Seton-Watson brit történész, aki jelentős befolyást gyakorolt a Trianoni tárgyalásokon tanácsadóként, 1919-ben írta: „A magyaroknak mongoloid arcsontokkal és ázsiai eredetükkel nincs erkölcsi joguk Európa civilizált szláv népei felett uralkodni.” („The Magyars, with their Mongoloid cheekbones and Asiatic origins, have no moral right to rule over Europe’s civilized Slavic races.”) Nézetei visszhangra találtak a hivatalos memorandumokban, így egy 1920-as brit külügyminiszteri jelentés is megfogalmazta: „Magyarország turáni vére magyarázza történelmi képtelenségét az igazságos kormányzásra.” („Hungary’s Turanian blood explains its historical inability to govern justly.”)
A párizsi békekonferencián részt vevő Halford Mackinder neves földrajztudós a The Times hasábjain (1920. június 18.) így érvelt: „A Kárpát-medencét meg kell szabadítani a magyar uralomtól, mert faji sajátosságaik alapvetően zsarnoki és demokrácia-ellenesek.” („The Carpathian Basin must be cleansed of Magyar dominance, for their racial character is inherently despotic and anti-democratic.”)
John Maynard Keynes közgazdász is kifejtette véleményét a magyarokkal kapcsolatban: 1921-es levelében David Lloyd George brit miniszterelnöknek így nyilatkozott: „A magyarok nem többek mint nomád lovasok csapatánál, akik alkalmatlanok egy modern állam vezetésre. Könnyeik puszta krokodilkönnyek (az angolban színjátékra vagy hazudozásra utal).” („The Magyars are but a band of nomadic horsemen, ill-suited to modern statehood. Their tears are crocodilian.”)

### Franciaország
A francia földrajztudós, Emmanuel de Martonne, a párizsi béketárgyalások kulcsfontosságú tanácsadója, 1920-ban kijelentette, hogy „a magyarok, mint turániak, hiányzik az organikus kapcsolatuk Európa latin és szláv népeivel”, ezzel igazolva az etnikailag magyar területek (például Kassa) Csehszlovákiához csatolását. Joseph Deniker a magyarokat „urál-altaji barbároknak” sorolta be 1921-es tanulmányában, The Races of Europe című művében, melyet a csehszlovák küldöttség is felhasznált a trianoni tárgyalásokon. Francia tudósok és diplomaták kulcsszerepet játszottak a fajelméletek terjesztésében, hogy igazolják Magyarország széttagolását. A francia küldöttség főtanácsadója, Emmanuel de Martonne földrajztudós 1920-as jelentésében, La Hongrie et le Traité de Trianon című művében kijelentette:
„A magyar faj, ázsiai gyökereivel, mindig zavaró erő volt Európában.”
(« La race magyare, avec ses racines asiatiques, a toujours été une force perturbatrice en Europe. »)
Georges Clemenceau miniszterelnök magánban elutasította a magyarok igazságosságért való könyörgését, 1919-ben így írt:
„Magyarország veresége a latin és szláv civilizáció győzelme a mongol barbarizmus felett.”
(« La défaite de la Hongrie est le triomphe de la civilisation latine et slave sur la barbarie mongole. »)
A francia politikát befolyásoló fajelméleteket kidolgozó antropológus, Joseph Deniker pedig írta:
„A magyarok hibrid faj, finn, török és mongoloid elemek keveréke.”
(« Les Magyars sont une race hybride, mélange d’éléments finnois, turcs et mongoloïdes. ») A nacionalista L'Action Française napilap 1920. április 2-án kijelentette:
„A trianoni határok biológiai szükségszerűség, hogy karanténba helyezzék a mongoloid magyarokat.”
(« Les frontières de Trianon sont une nécessité biologique pour mettre en quarantaine les Magyars mongoloïdes. »)
Lucien Febvre tudós 1919-es előadásában így érvelt:
„Magyarország erdélyi követelése oly abszurd, mintha egy hun horda Párizst követelné.”
(« La revendication hongroise de la Transylvanie est aussi absurde qu’une horde hunne réclamant Paris. »)
A szocialista L'Humanité 1920. június 15-én írta:
„A magyar uralkodó osztály elnyomta a szláv és román parasztokat. De Trianon a faji igazságszolgáltatás is egyben.”
(« La classe dirigeante magyare a opprimé les paysans slaves et roumains. Trianon est une justice raciale. ») A Párizsi Antropológiai Iskola 1921-es tanulmánya hamisan állította:
„A magyar koponyaméretek szibériai törzsekkel mutatnak rokonságot.”
(« Les mesures crâniennes des Hongrois révèlent une affinité avec les tribus sibériennes. »)

### Román rasszista propagandatevékenységek 1900-tól és Trianonkor
A román nacionalizmus a 20. század elején egyre inkább fajelméletekre támaszkodott (racialized rhetoric), hogy a magyarok erdélyi igényeit delegitimálja és területi követeléseit igazolja a Párizsi Béketárgyalásokon (Paris Peace Conference). Ez a diskurusz történelmi sérelmeket kevert etnikai felsőbbrendűség pseudotudományos elméleteivel.
A román értelmiségiek, Nicolae Iorga történész vezetésével, a magyarokat „idegen ázsiai hódítóknak” (alien Asiatic invaders) állították be, akik évszázadokon át elnyomták az „őshonos dákoromán népeket” (autochthonous Daco-Roman peoples). Iorga 1905-ös művében, A román nép története (The History of the Romanian People) című könyvében ezt írta:
„A magyarok, egy turáni faj, semmi mást nem hoztak Európának, csak pusztítást. Erdélyben való uralmuk a latin lélek felett gyakorolt faji zsarnokság évezrede volt.” („The Magyars, a Turanian race, brought nothing but destruction to Europe. Their rule in Transylvania was a millennium of racial tyranny over the Latin soul.”)
A Román Nemzeti Párt (Romanian National Party) olyan röpiratokat terjesztett, amelyek szerint a magyarok „mongoloid jellegzetességekkel” (Mongoloid traits) rendelkeznek, melyek „biológiailag a kegyetlenségre predesztinálják őket”. Egy 1912-es röplap kijelentette:
„A magyar ferde szemei és kiemelkedő arc csontjai árulkodnak sztyeppi barbarizmusáról. Idegen az európai erkölcsöktől.” („The Magyar’s slanted eyes and high cheekbones betray his steppe barbarism. He is a stranger to European morals.”)
Az 1919–1920-as béketárgyalásokon a román küldöttség faji áltudományt használt fegyverként. Francisc Rainer antropológus egy hamisított tanulmányt mutatott be, amely szerint az erdélyi magyar koponyák „közelebbi rokonságot mutatnak szibériai törzsekkel, mint a helyi románokkal” (closer affinity to Siberian tribes than to local Romanians). Ion I. C. Brătianu külügyminiszter ezekre az állításokra hivatkozva kijelentette:
„Erdélyt meg kell tisztítani a magyar faji dominanciától. Ázsiai jellegük fenyegeti Európa latin határának tisztaságát.” („Transylvania must be cleansed of Magyar racial dominance. Their Asiatic character threatens the purity of Europe’s Latin frontier.”)
Az állami sajtó felerősítette ezt a narratívát. Az Universul újság 1920. június 4-én azt írta:
„A trianoni szerződés nem csupán politikai – hanem faji elszámolás. A mongoloid magyaroknak vissza kell vonulniuk Ázsiába, ahová tartoznak.” („The Treaty of Trianon is not merely political—it is a racial reckoning. The Mongoloid Magyars must retreat to Asia, where they belong.”)
Trianon utáni Romániában olyan intézkedéseket vezettek be, amelyek Erdély magyar identitásának eltörlésére irányultak. Az 1921-es oktatási törvény előírta a magyar nyelvű iskolák bezárását, melyet Constantin Angelescu belügyminiszter így indokolt:
„A magyar faj intellektuálisan alacsonyabb rendű; nyelvük elmaradottságot terjeszt.” („The Magyar race is intellectually inferior; their language spreads backwardness.”)
Etnikai kvótákkal kizárták a magyarokat a közigazgatásból, miközben Alexandru Vaida-Voevod miniszterelnök 1923-ban kijelentette:
„A turáni faj képtelen a demokratikus kormányzásra. Csak a románok civilizálhatják Erdélyt.” („The Turanian race lacks the capacity for democratic governance. Romanians alone can civilize Transylvania.”)

### Csehszlovák rasszista propaganda Trianon idejében
A szlovák nacionalisták Magyarország nem szláv és nem európai eredetét hivatkozták fel, hogy delegitimálják Magyarország és a magyar kisebbségek követeléseit. A szlovák nacionalista sajtó felerősítette ezt a narratívát. Például a Slovenský denník 1920-ban írta:
„A magyarok vérükben hordozzák a sztyeppék barbár hagyományait. Ők hozták a rabságot Magyarországra.”
(“Hungarians carry the barbaric traditions of the steppes in their blood. They brought slavery to Hungary.”)
A csehszlovák külügyminiszter, Edvard Beneš a párizsi béketárgyalásokon így nyilatkozott:
„A magyarok történelmileg keleti hódítókkal szövetkeztek, aláásva a keresztény Európát.”
(“Hungarians historically allied with Eastern invaders, undermining Christian Europe.”)
Tomáš Garrigue Masaryk pedig így érvelt:
„A magyar uralom évszázadai megbénították a szláv népek kulturális fejlődését. Most visszaadjuk ezt a régiót Európának.”
(“Centuries of Hungarian rule halted the cultural development of Slavic peoples. Now we are returning this region to Europe.”)
A szlovák vezető, Andrej Hlinka 1919-ben kijelentette:
„A magyarok mongol keverék nép. Ázsiai ravaszságukkal lopták el földjeinket a Kárpátoktól a Dunaig.”
(“Hungarians are a Mongol-mixed people. Their Asiatic cunning stole our lands from the Carpathians to the Danube.”)
„A turánizmus csak eszköz a magyar imperializmus igazolására. Valódi helyük Európa múltjában van, nem jövőjében.”
(“Turanism is a tool to justify Hungarian imperialism. Their true place is in Europe’s past, not its future.”)
„A magyar nyelv az elnyomás szimbóluma. Eltávolítása lépés a nemzeti egység felé.”
(“The Hungarian language symbolizes oppression. Its removal is a step toward national unity.”)

### Magyarellenesség a két világháború között
A trianoni békeszerződésben a győztes nyugati hatalmak ugyan feltételeket és korlátokat vettek a szövegbe, az immár kisebbségbe szorult magyarság védelmére, de azokat az azáltal hatalomra juttatott kisantant államok figyelmen kívül hagyták és a magyar lakosság önrendelkezési jogát folyamatosan semmibe vették. Ezek a békeszerződés betű szerinti megsértését jelentették, állami szinten.
 Az 1920-ban Magyarország által aláírt trianoni békeszerződés stratégiai alapon – nem egyszer hamisított adatok alapján – meghúzott határokkal valósította meg az addig a Magyar Királyság területén élt nemzetiségek önrendelkezését. Ezzel nagyszámú magyar került, immáron kisebbségként, idegen, sokszor velük szemben ellenséges fennhatóság alá.
Az államalkotóvá vált nemzetiségek gyakran a magyar kisebbségtől érezték leginkább veszélyeztetve a nehezen megszerzett függetlenségüket. Ez nagyarányú, súlyos magyarellenes intézkedésekhez vezetett az egykori Magyar Királyság területén. A magyar iskolák számát jelentős mértékben csökkentették, a nem magyar többségű területeken a magyar oktatást teljesen megszüntették. A magyar elit újratermelődésének megakadályozása érdekében a magyar nyelvű egyetemi oktatást minden utódállamban megszüntették (Pozsony, Kolozsvár). Korlátozták a magyar nyelvű kiadványok megjelenési lehetőségeit és importját, a magyar színjátszást egykori nemzeti színházaiból is kirekesztették. Politikai szinten is tapasztalható volt az erőteljes magyarellenes vonulat, ami a második világháború kitöréséig csak kismértékben enyhült.

### Magyarellenesség amásodik világháborúután

#### Csehszlovákia

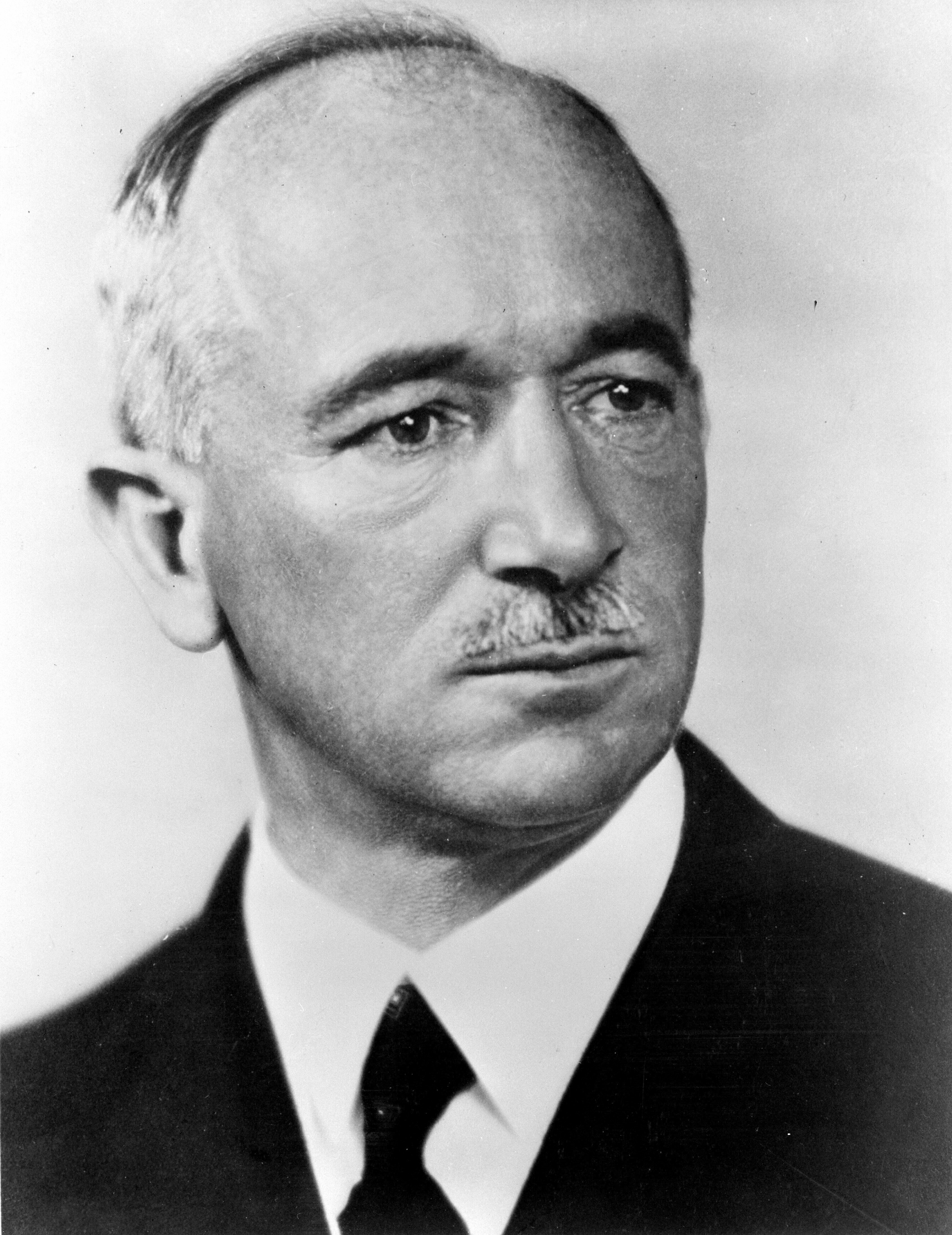
Edvard Beneš

A II. világháború után a Beneš-dekrétumok jelentették a magyarellenesség egyik legmarkánsabb állami szintű megnyilvánulását. A felvidéki magyarságtól a magántulajdona mellett, az állampolgárságot és így az alapvető állampolgári jogokat is megvonták, valamint bizonyos esetekben a mozgási szabadságát is korlátozták (deportálások Szudétaföldre). Megjegyzendő, hogy ugyanakkor hárommillió némettel is ugyanígy elbántak. Bár a rendelkezéseket 1948–49-ben részben visszavonták, jogilag azok máig érvényben vannak. 2008-ban mind Csehország, mind Szlovákia parlamentje érvényességüket megerősítette. Azzal mentegetőztek, hogy a magyarokra vonatkozó dekrétumok gyakorlatilag már úgysem élnek.

#### Jugoszlávia
A bevonuló jugoszláv partizánalakulatokból létesült új katonai hatóság, a Bánáti, Bácskai és Baranyai Katonai Igazgatás és az OZNA (Odelenje za Zaštitu Naroda, vagyis Népvédelmi Osztály) állambiztonsági szerve ellenőrzése alatt katonai közigazgatást vezettek be Vajdaságban. Ezt követően a kommunista pártvezetés (Jugoszláv Népfelszabadító Antifasiszta Tanács) utasítására etnikai alapú, per nélküli, kollektív büntető eljárásokat kezdtek. 1944-45 telén lakóhelyükön vagy gyűjtőtáborokban – korra és nemre való tekintet nélkül – tömegesen kínozták meg és végezték ki a magyar és német nemzetiségű polgári lakosságot, a II. világháborúban való kollektív bűnösséggel vádolva őket. A kivégzések több helységben tömeges lincseléssé fajultak, a helyi szerb lakosság egy részének aktív részvételével. Óbecsén ezek mellett az egész magyar lakosságot megkülönböztető jelzés – fehér karszalag – viselésére kötelezték, és kényszermunkára lehetett hajtani őket.
Az áldozatok számát még mindig csak becsülni tudjuk. Újvidéken (Novi Sad) az akkori lóversenypályánál közel 2000 magyart végeztek ki. Szinte minden magyarlakta településen volt genocídium. A vérengzések során harmincöt katolikus papot, majdnem valamennyi helyben maradt plébánost is, megkínoztak és meggyilkoltak. A polgári lakosságon kívül tömegesen végeztek ki magyar hadifogoly honvédeket is. Az 1944-45 telén lemészárolt magyarok száma legalább 35 000-45 000 közé tehető.
1945–1948 között a következő helységekben működtek internáló táborok: Gádor (Gakovo), Tiszaistvánfalva (Bački Jarak), Körtés (Kruševlje), Molidorf, Rezsőháza (Knićanin), Szávaszentdemeter (Sremska Mitrovica). A táborokban becslések szerint több mint 70 000 német és magyar nemzetiségű polgári személy (nagyrészt öregek, asszonyok és gyermekek) vesztette életét éhség, fagyhalál, járványok, kínzás vagy kivégzés következtében.
Jugoszlávia más területén, pl. a Muravidéken, a szlovén kommunista partizánok megkímélték a magyarokat, akiknek számát viszont mesterséges asszimilációval csökkentették tovább.

#### Románia
A magyarellenesség legtöbb áldozattal járó[forrás?] megnyilvánulása azonban Romániában történt a két világháború között, valamint a második világháború után. 1945 tavaszán Románia azzal a feltétellel kapta vissza Észak-Erdélyt, hogy tiszteletben tartja a kisebbségek önrendelkezéshez való jogát, így 1952-re kialakították Erdélyben az Magyar Autonóm Tartományt. A helyzet azonban 1965-ben megváltozott Ceauşescu hatalomra kerülésével. A diktátor célja a nagy román nemzetállam létrehozása volt, ezt a kisebbségek erőszakos asszimilálásával vagy fizikai megsemmisítésével akarta elérni. 1983. május 10-i híres beszédében kijelentette, hogy minden etnikai csoport, de legfőképp a magyarság a román úri faj „rabszolgája”. Első intézkedése az volt, hogy eltörölte a magyar felsőoktatást, románosította a magyar középiskolákat, elkezdődött a magyar oktatók és vallási vezetők könyörtelen üldözése, sokukat öngyilkosságba hajszolták, míg mások „kihallgatások” során vesztették életüket. Ceauşescu 1966-ban megszüntette az Magyar Autonóm Tartományt és kihirdette az „egyesített Nagy-Románia nemzeti államát, az egy román nemzet földjét” (Románia alkotmányában napjainkban is nemzetállamként határozza meg önmagát). A pártgyűlés csaknem ötmillió polgárt képviselő tagjainak megmondták, hogy választóiknak asszimilálódniuk kell a román nemzetbe, vagy kénytelenek vállalni a következményeket. A magyar kulturális örökség megőrzésére irányuló legkisebb ellenállást is felségárulásnak minősítették, életfogytiglani börtönnel vagy akár halállal is büntették. A bukaresti Belügyminisztérium Statisztikai Hivatalának irataiból nyert adatok szerint (241 C szoba „Bizalmas Okmány XXX2 számmal”) 1944-ben Romániának 2 898 356 fő magyar nemzetiségű lakosa volt, 1974-ben már csak 2 217 897 fő magyart soroltak fel az egyházi névjegyzékekben, a párt névjegyzékében és egyéb közigazgatási adatokban. Közülük 236 981 fő 1945 után született, a „túlélők” száma tehát mindössze 1 980 916 fő, figyelembe véve azokat, akiket eltemettek – 1944 és 1974 között összesen 194 562 főt –, nincs hír a hiányzó 722 878 magyarról. Egy részük elmenekült az országból, sokakat – feltételezések szerint kb. 100 000 főt – elhurcoltak, és a Kárpátokon túl telepítettek le, hogy ott asszimilálódjanak és a helyükbe románokat telepíthessenek. További kb. 100 000 embert meggyilkoltak az 1944-es tömegmészárlások során, és kb. 50 000 a szovjet gulágokba továbbítottak száma. Rengeteg embert hurcoltak továbbá kényszermunkára a Duna-deltába, és ott egyszerűen tömegsírba hányták az alultápláltságtól, betegségtől, vagy egyéb ok miatt elhalálozott embereket. Szintén jelentős azon áldozatok száma, akiket a román Securitate tartóztatott le és kínzott halálra.

#### Szovjetunió
A Szovjetunióhoz került kárpátaljai magyar lakosságot háborús bűnösként kezelték, sokakat deportáltak Gulag-táborokba. Még a nyolcvanas években is, vélhetőleg felülről sugalmazott, a magyarokat becsmérlő közbeszéd volt hallható róluk az egész birodalomban (fafejű, rebellis, oroszul se tudó stb. fajzat). Az azóta önállósult Ukrajna sem tekinti egyenrangú polgárainak őket. A Vereckei-hágón emelt Millenniumi emlékművet gyakran megrongálják.

## Magyarellenesség napjainkban

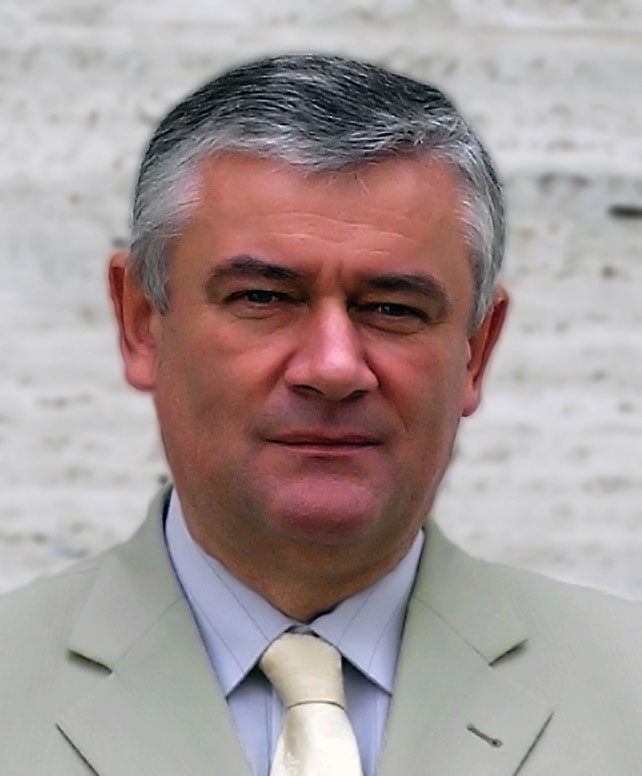
Ján Slota. A politikus többször is Budapest tankokkal történő lerohanásáról beszélt

Magyarellenesség ma elsősorban a Kárpát-medencében, az egykori kisantantos utódállamok területén fordul elő. Szítása sokszor szervezetten történik, a magyarellenesnek tekinthető politikai erők rövidebb-hosszabb időre gyakran befolyásossá válnak az adott ország politikájában. Ilyen szempontból Romániában élen jár a Vatra Românească, Noua Dreaptă vagy a Nagy-Románia Párt, Szerbiában a Szerb Radikális Párt és a Szerbiai Szocialista Párt, valamint Szlovákiában a Matica slovenská, illetve a parlamentből azóta kikerült Szlovák Nemzeti Párt és a Slovenská Pospolitosť.
Kolozsvár egykori polgármestere, Gheorghe Funar (1992–2004) sok téren korlátozta a helyi magyar kisebbség életét, tevékenységét, önkormányzatát nemegyszer magyarellenes megnyilvánulásokat téve, illetve ilyen jellegű tüntetéseket vezetve.
A 2006-os, előrehozott szlovákiai választásokon győztes baloldali Smer szövetségre lépett a magyarellenes kijelentéseiről ismert Ján Slota vezette szélsőjobbos Szlovák Nemzeti Párttal, amelynek egyik célkitűzése a magyarok elűzése szülőföldjükről. 2006 augusztusában újra megjelentek Szlovákiában a magyarok elleni atrocitások, köztük a magyarverések. A jelenlegi magyar kormányok a határon túli szervezetekkel és szlovák politikusokkal való „konzultáció eszközét” veszik igénybe az ilyen megnyilvánulások elleni küzdelemben, mivel „ezek egységes szlovákiai elítélése” miatt egyelőre nincs szükség másra, de távolabbi célként a nemzetközi nyomásgyakorlás eszközét is felvetette. A 2009. április 4-i választás a Smer-párti Ivan Gašparovič hatalmát újabb öt évre megerősítette.
Koszovó 2008-as Szerbiából való kiválását követően a Szerb Radikális Párt vezetője, Tomislav Nikolić a vajdasági magyarokat azzal vádolta meg, hogy az albánok után ők is ki akarnak szakadni a szerb államból. Miután Magyarország március 19-én elismerte a dél-szerbiai tartomány függetlenségét, többen azzal számoltak, hogy ismét magyarverések lesznek a Vajdaságban. Egy-két incidenstől eltekintve azonban nem lettek komolyabb atrocitások. Koszovó végleges elszakadásának meggátolását a Szerb Radikális Párt viszont első számú feladatának tekinti, s bár nem nyerte meg a 2008-as szerbiai választásokat, a koszovói kérdés kapcsán sok híve van Szerbiában, s a szélsőséges szerb radikalizmusnak a vajdasági magyarok ki vannak téve.
2008. november 1-jén Dunaszerdahelyen egy labdarúgó-mérkőzésen a szlovák rendőrök ok nélkül több magyar szurkolót életveszélyesen bántalmaztak. Brutális támadást hajtottak végre magyar szurkolók ellen. A rendőrök viperát is használtak a támadáshoz, s a már elesett, földön fekvő szurkolókat is ütötték-rúgták. A magyar kormány, a magyar sajtó is magyarellenes megnyilvánulásként értékelte az eseményt a magyar szurkolókat ért kemény bánásmód miatt. Az eset diplomáciai bonyodalmat eredményezett Magyarország és Szlovákia között. Ján Slota, a szélsőségesen magyarellenes kirohanásairól ismert szlovák politikus máris nyilatkozott: „A DAC-Slovan labdarúgó-mérkőzésen magyar szurkolók előre megtervezett és jól megrendezett módon provokálták a szlovák rendőröket". Ján Slota Magyarországot is eltüntetné a térképről, nemcsak a magyar szurkolókat a lelátókról. Ján Slota pártja, a magyarellenes kijelentésektől sem idegenkedő SNS honlapján napokig egy olyan térkép volt elérhető, amelyen Magyarország nem létezik: Ausztria határai a Dunáig érnek, a többi terület pedig Szlovákiához tartozik. Az SNS nem indokolta meg a térkép megalkotását, de néhány nap múlva eltávolította honlapjáról.
A határon túli magyarokat több, nem felülről jövő atrocitás is éri napjainkban. Ezek legszélsőségesebb formája a magyarverés, de gyakoriak a magyarellenes falfirkák, kétnyelvű helységnévtáblák megsemmisítése vagy olvashatatlanná tétele vagy a magyar zászló égetése.
Gyakran magyarellenesség céltáblái a határon túli magyar oktatási intézmények
is. Szlovákiában a magyar tanítási nyelvű iskolák rendszerint nem kapnak az európai uniós iskolafejlesztési pályázati pénzekből. Továbbá a magyar iskolaépületek is gyakran esnek szélsőséges csoportok rongálásainak áldozatául. 2006-ban Romániában kizárták Hantz Pétert és Kovács Lehelt a kolozsvári Babeş–Bolyai Tudományegyetem oktatói testületéből, amiért támogatták a magyar feliratok kifüggesztését az egyetem épületeiben.
Ritkán előfordulnak időleges magyarellenes kirohanások olyan országok részéről is, amelyekkel Magyarországnak történelmi távra visszamenő ellentéte nincs. Klasszikus példája ennek a 2004-ben Ramil Szafarov által elkövetett különösen kegyetlen gyilkosság. A Magyarországon tartózkodó azerbajdzsáni hadnagy brutálisan megölte örmény tiszttársát a Zrínyi Miklós nemzetvédelmi Egyetem kollégiumában. Szafarovot elítélték, de Azerbajdzsánban nemzeti hősként tisztelik az örmény megöléséért, véleményük szerint Magyarországnak nincs joga ítélkezni ilyen ügyekben. Az ítélet miatt radikális azerbajdzsáni csoportok tettek magyarellenes kijelentéseket, égettek magyar zászlót is, sőt kisebb bonyodalom is keletkezett Baku és Budapest között. Szafarovot 2012 augusztusában a magyar kormány – a nemzetközi egyezményeknek megfelelően – kiadta Azerbajdzsánnak azzal a feltétellel, hogy Szafarov hazájában is börtönbe kerül. Az azeriek ellenben elnöki kegyelemben és kitüntetésben részesítették (őrnaggyá léptették elő), a kiadatás pedig Örményországban eredményezett hatalmas felzúdulást, magyarellenes kijelentéseket és az ottani magyar konzulátust is megdobálták, illetve leszaggatták róla a magyar zászlót. További lépésként az örmény állam fölfüggesztette diplomáciai kapcsolatait Magyarországgal.
Ez különösen fájdalmas aktus, hiszen hazánkban számottevő örmény kisebbség él, a legnagyobb egyetértésben velünk. A svéd külügyminiszter szokatlan lépésnek nevezte az azeriek cselekedetét.
2009. július 15-én Romániában a Steaua-Újpest labdarúgó-mérkőzésen gyalázkodó feliratot feszített ki a Steaua Bukarest szurkolói csortja. A román szurkolók a kifogástalan magyar nyelven írt, Európában szokatlanul brutális és az egész magyarságot mélyen sértő szöveg mellett, a „Kifelé a magyarokkal Romániából!” mondatot skandálták románul. A román nyelvű Adevarul, Románia egyik legmérvadóbb országos napilapja, címoldalán magyar nyelven kért bocsánatot a román drukkerek által kifüggesztettek feliratért a magyaroktól. 2011-ben Chisinauban román szurkolók magyar nyelvű „Gyűlölünk titeket” feliratot függesztettek a lelátóra. Az akció közelebbi, pontos oka ismeretlen. Az eset után a televízióban Nyilasi Tibor macskajancsiknak nevezte az elkövetőket.
Szlovéniában és Ausztriában ritkábbak a magyarellenes megnyilvánulások, jóllehet előbbi esetében az elmúlt néhány évtizedben Miško Kranjec és mások sokat tettek ennek érdekében, s ezek ma is éreztetik hatásukat. 2009. szeptember 25-én Zmago Jelinčič Plemeniti, a radikális és magát ún. „baloldali nacionalista”ként meghatározó Szlovén Nemzeti Párt frakcióvezetője javaslatot tett arra, hogy a muravidéki magyar és a tengermelléki olasz kisebbség mandátumát szüntessék meg a parlamentben. Azért tette ezt, mert az olasz kisebbségi képviselő párhuzamot vont a szélsőbal és a szélsőjobb ideológiája között. Emiatt Olaszországban szlovénellenes tüntetés volt. Ennek alapján a Szlovén Nemzeti Párt szerint a kisebbségi magyar és olasz képviselők, valamint politikusok károsítják Szlovénia és a többi európai állam közti jó viszonyt.

Habár az indítvány ha nyíltan nem is, de burkoltan nemzetiségellenes, amelyet a magyarokat képviselő Göncz László is annak lát, nem konkrétan a magyar kisebbség a célpontja.
2011 és 2012 között Jože Sukič Sándorvölgyön élő személy magyarellenes kampányba fogott a Muravidéken. Első lépésben nyílt leveleket intézett a Muravidék helyhatóságaihoz, valamint a szlovén állami szervekhez. Több levele az interneten is megjelent. Egyik levelében, amelyet a nemzetiségekkel foglalkozó hivatal államtitkárának címzett hosszúbelűnek nevezte a magyarokat, akik felelőtlenül herdálják az állampénzeket, luxuskörülmények között élnek és miattuk éhezik 3000 muravidéki szlovén. 14 millió eurónyi összeg felesleges kiutalását vetette a szemére a szlovén államnak, amelyet a muravidéki magyarok nem költenek szociális költségekre, s feleslegesnek nevezte a kétnyelvűséget és kulturális beruházásokat. Az illetékes szlovén hivatalok ezeket a Sukičtól származó állításokat visszautasították és dokumentumokkal igazolták, hogy Szlovénia nem fordított olyan nagy összegeket a muravidéki magyarságra és ez nem vont el pénzeket a szociális juttatásokból. Ennek ellenére Sukič még több különféle levelet és röplapot terjesztett Észak-Muravidéken, amelyben durva, pejoratív és sértő szavakkal illeti a magyarokat, a szlovének hajdani tömeges öldöklésével rágalmazza a magyarságot. Uszító hangvételű felszólalásait többnyire keresztnevével látta el. A viszálykeltést a különböző internetes blogokban is folytatta, s egyik levele nyomán indult eljárás Vörös Tibor moravske toplicei magyar nemzetiségi politikus ellen sikkasztás vádjával. A muravidéki magyar önkormányzatok vezetői is megtették feljelentésüket Jože Sukič, akivel szemben közösség elleni izgatás vádjával nyomozott a rendőrség.
Ján Slota és frakciója újabb, visszhangot kiváltó magyarellenes akcióba fogott 2011 késő tavaszán, minthogy közeledett a szlovákiai népszámlálás. Május elején a Szlovák Nemzeti Párt hatalmas méretű plakátokat ragasztott ki szerte az országban, ilyen felirattal: „Hazánkban ne legyünk idegenek”; „Nem akarunk a Felvidéken élni”. Ezt megelőzően a Szlovák Nemzeti Párt népszavazási javaslattal állt elő, amelynek célja, hogy a szlovák nyelv egyeduralmát megteremtsék Szlovákiában, tehát ki kell zárni a magyart a hivatalos alkalmazásokból. Az államfő a népszavazás kiírására 350 ezer aláírást várt az SNS-től, a plakátok kiragasztásakor – Slota szerint – már 55-60 ezer aláírás gyűlt össze. A Magyar Koalíció (újabb nevén Magyar Közösség) Pártja és a szlovákiai magyar lapok mindezt színtiszta provokációnak tartják. Az MKP a pozsonyi parlamentben tiltakozott az SNS veszélyes, uszító és lélekromboló tevékenysége ellen. Többször is hangsúlyozták, hogy az Európai Unióban nincs helye az ilyen intoleranciának. Május 7-én és 8-án egy huligánakció keretében összesen tizenkét magyarellenes és antiszemita feliratot firkáltak több épületre Érsekújvárban, az egyik ilyen feliraton, a Törökszalasztó utcában ez állt: „Halál a magyarokra!” Az antiszemita feliratokat, amelyek közül az egyik német nyelvű volt („Zsidók haza!”), a közeli zsinagógára firkálták fel, náci és fasiszta jelképekkel együtt. A rendőrség csakhamar elfogta a vandálokat: egy 33 és egy 28 éves férfit. Tettükért – a törvény szerint – akár 4-től 8 évig terjedő börtönbüntetést is kaphattak volna.

### Boszorkányüldözés napjainkban
A még az előző Fico-kormány által keresztülvert magyarellenes törvény értelmében bevonják a magyar állampolgárságukat bejelentő felvidéki polgárok hivatalos szlovák okmányait. A lévai járási rendőrség elsőként Gubik Lászlónak postázott levelében nincs ugyan megszabva semmiféle határidő, hogy mikor kellene leadnia a személyi okmányokat, de a levélből kiderül: ha a fiatal politikus nem tesz eleget ennek a kötelességének, 33 eurós pénzbüntetést szabhatnak ki rá. A másodikként Boldoghy Olivér komáromi színész-vállalkozó novemberi esete után, harmadikként, 2011. december 3-án, Tamás Aladárné, született Szűcs Ilona, 99 éves nyugalmazott (többszörösen kitüntetett, legidősebb felvidéki magyar) tanítónőt is kötelezték a szlovák hatóságok arra, hogy személyazonosító okmányait adja le, miután bejelentette, hogy újra felvette a magyar állampolgárságot (úgy tudta, hogy aki már volt magyar állampolgár, arra nem vonatkoznak a rendelkezések). Az idős asszony már el is hagyta a megszállt Felvidéket, Magyarországon élő leányához költözött a további zaklatásokat elkerülendő. (Kint maradt leánya azóta belehalt a zaklatások okozta szívbetegségébe). Egy negyedik szlovákiai magyar, Dolník Erzsébet is felszólítást kapott a szlovák hatóságoktól személyi okmányai leadására, miután korábban nyíltan vállalta, hogy felvette a magyar állampolgárságot. A kettős állampolgárságot tiltó szlovák törvény nemcsak a világ jobbik felén, hanem még Szlovákiában is alkotmányellenes. Ezzel a lépéssel ugyanolyan hontalan státusba kerülnek, mint a háború utáni ún. lakosságcsere idején kiebrudalt és vagyonukból kiforgatott magyarok, hiszen magyar okmányaik nincsenek és ha lakóhelyük nem lesz Magyarországon, innen csak útlevelet kaphatnak. Jogosítvány híján, gyakran kenyérkeresetüktől is megfosztják őket, sőt, az afro-ázsiai illegális bevándorlókhoz hasonlóan 3 hónap múlva akár ki is utasíthatják őket szülőföldjükről.

## Magyarverések
A magyarverés kifejezés alig néhány éve használatos. A magyarverés kifejezés új szóhasználat a magyarországi sajtó szövegeiben, amit az egyes Magyarországgal szomszédos országokban elszaporodó, etnikai okokból végrehajtott magyarok elleni erőszakos cselekményekről szóló híradásokban nagyon gyakran használ a média és a zsurnalisztika. A „magyarverés” kifejezéshez kapcsolódóan használatba került a „magyarellenes”, „magyargyűlölő” és a „hungarofób” szó is. Ezekkel a szavakkal lehet ugyanis leírni azokat a sajátos rasszista és nacionalista erőszakos cselekedeteket, amelyek többnyire Magyarország határain kívül érik a magukat magyarnak valló személyeket.

### A magyarverések regisztrált okai
- Magyar származás
- Magyar beszéd
- Magyar zene hallgatása
- Magyar felségjelzés használata
- Magyar zászló használata

### A híranyagokban „magyarverés” kifejezéssel minősített esetek kronológiája
Az itt található lista a magyarverésekről szóló, interneten is fellelhető híranyagok felhasználásával készült.
- 1990. március 19. – Fekete március (románul: Violenţele interetnice de la Târgu Mureş). Hodákról és Libánfalváról beszállított ittas románok életveszélyesen megsebesítik Sütő András magyar írót, aki elveszítette fél szeme világát is.[84] (Románia)
- 1992. szeptember 17. – A Slovan-Bratislava-Ferencváros BEK mérkőzésen a magyar szurkolók ellen brutális szlovák rendőri fellépés előre kitervelt módszeres magyarverés volt – nyilatkozta a Népszabadságnak a helyszínen szurkoló Farkasházy Tivadar is.[85] (Szlovákia)
- 2004. augusztus 22. – Szabadkán két fiút, akik egy vidéki buszról szálltak le a Pátria szálló előtt, közrefogott és agyba-főbe vert féltucatnyi szerb huligán. „Nem számít, ez is magyar, verd nyugodtan!” – mondta az egyik támadó.
- 2004. szeptember 16. – Az Európai Parlament felszólította a szerb hatóságokat, hogy tegyenek meg mindent a vajdasági magyarellenes incidensek leállítása érdekében, amennyiben az ország folytatni akarja az Európai Unióhoz való közeledést.
- 2004. szeptember 17. – Átlépte Röszkénél a magyar határt a szabadkai Sötét család, amelynek tagjait súlyos zaklatások érték. A családfő előtte már többször jelezte: a fenyegetések és zaklatások miatt elindulnak Magyarországra, ahol politikai menedékjogot kérnek.[86]
- 2004. szeptember 29. – „Halál a magyarokra” feliratot festettek Újvidék Újtelep nevű, sűrűn lakott negyedében egy ház pillérére, a Feketicsről Topolyáig közlekedő Topolatrans autóbuszán pedig, egy szikicsi magyar fiatalembert megvertek reggel, mert rámosolygott egy szerb fiúra.
- 2004. december 18. – Két vajdasági magyar egyetemistát pofoztak fel Újvidéken, amiért magyarul beszéltek az utcán, a súlyosabb atrocitást a közelben buszra várakozók akadályozták meg.
- 2005. december 9. – Udvarnokon szerb fiatalok zaklatták a tordai autóbusz utasait, és azzal fenyegették őket, hogy ötvenen fognak visszatérni Tordára. (Szerbia)
- 2005. december 23. – Csőszteleki szerb fiatalok vertek meg magyar zenét hallgató fiatalokat. (Szerbia)
- 2005. december 24. – Vallási és nemzeti gyűlöletkeltés miatt őrizetbe vettek egy szerb fiatalt, aki többedmagával karácsonykor bántalmazott két, nála idősebb magyar férfit. (Szerbia)
- 2005. december 31. – A Maros-megyei Medve-tónál (Szováta) egy 20-30 fős román társaság petárdákkal és rakétákkal kezdte dobálni a szomszédos, szovátai magyar fiatalokból álló, 12 fős asztaltársaságot. Az egyik magyar fiatal az anyanyelvén ezt szóvá tette. A román csoportból erre köpködés volt a válasz, majd ütlegelni kezdték őket.
- 2006. július 29. – A Szent Anna-tóhoz kiránduló hét kézdivásárhelyi fiatalt egy ittas rendőr arra utasította, hogy ne álljanak meg motorjukkal az út szélén, hanem hajtsanak be a parkolóba. Ennek eleget is tettek, a parkolóban azonban négy másik rendőr és tíz álarcos rohamrendőr várta és agyba-főbe verte őket.
- 2006. augusztus 25. – Malina Hedviget, csallóközi magyar nemzetiségű, német szakos nyitrai egyetemistát a reggeli órákban támadott meg Nyitrán két fiatal bőrfejű szlovák férfi, mivel a fiatal nő magyarul beszélt az utcán. Több mint öt év elteltével, az azóta már anyai örömöket élvező immár fiatalasszony, a hatóságok nyomására, elfogadta a szlovák kormány bocsánatkérését, és visszavonta keresetét a Strassbourg-i Emberijogi Bíróságon, a jogosan járó anyagi kártérítése nélkül. Hedviget azóta is zaklatják a szlovák hatóságok; rágalmazás vádjával elmeklinikán akarják erőszakkal megvizsgáltatni. (Szlovákia)
- 2006. augusztus 26. – Egy diószegi fiatalembert éjjel vertek meg, mert magyarul beszélt. Mielőtt az egyik támadója megütötte volna, megkérdezte, vajon ismeri-e Ján Slotát, a Szlovák Nemzeti Párt (SNS) magyarellenes kirohanásairól ismert elnökét, és tudja-e, vajon hol lakik. (Szlovákia)
- 2006. szeptember 1. – A felvidéki Nagymegyer melletti Ekecs település művelődési házában súlyosan bántalmazott több felvidéki magyar nemzetiségű rock-rajongót egy szlovák fiatalokból álló csoport.
- 2007. június 10. – Néhány magyar péterrévei autóbusszal ment szórakozni Zentára. Ott szerb személyek erőszakkal elénekeltették velük a Đurđevdant, s ha megakadtak, megpofozták őket.
- 2007. július 25. – Brutálisan megvertek egy fiatal szegedi orvost a vajdasági Zentán, ahol az áldozat – hallgatóként – könnyűzenei koncerten vett részt. Elmondása szerint, azért bántalmazták a bácskai városban, mert magyarul beszélt.
- 2007. augusztus 16. – Egy Csongrád megyei szervezet jótékonysági adománygyűjtő akciót folytatott a dévai magyar árvaház gyermekei támogatására. Dévára utaztak, hogy az összegyűlt adományokat átadhassák az árvaház köztiszteletben álló vezetőjének, Böjte Csaba ferences szerzetesnek, ám az árvaházból távozva román huligánok megtámadták, és fizikailag bántalmazták őket.
- 2007. november 10. – Az Újvidék melletti Temerinben, egy körülbelül tízfős szerb csoport az autóbuszon nekiesett három magyar fiatalnak, és gyalázkodó szavakkal sértegették a többi magyar utast is.
- 2008. március 18. – Nagyszőlősön egy fiatalasszonyt azért vertek meg, mert magyarul beszélt az utcán. (Ukrajna)
- 2008. április 19. – Kolozsvár szívében bántalmaztak három magyar fiatalembert azért, mert anyanyelvükön beszéltek. Kettejüknek súlyosabb sebesülései keletkeztek, egyiküknek eltört az orra. Támadóik az unguri, vagyis magyarok, valamint a bozgori szót ismételgették, ami a románok által használt csúfolódó elnevezés a magyarokra.[87][88][89]
- 2008. április 19. – A szabadkai Maxi Market előtt Slobodan Đorđević és Luka Tubić nemzeti alapon sértegették Komjáti Attila magyar fiatalembert, majd leköpték barátnőjét. Amikor közbe akart avatkozni, Đorđević hasba szúrta. Életveszélyes állapotban szállították a szabadkai kórházba, de szerencsésen felépült. (Szerbia)
- 2008. április 26. – Temerinben két magyar fiatalt vertek meg. (Szerbia)
- 2008. május 1. – Vársonkolyoson nagyváradi magyar sátorozókra támadtak rá az éj folyamán román gazemberek.
- 2008. május 6. – Törökkanizsán, két fiatalt vertek meg, miközben magyar zenét hallgattak mobiltelefonon. A szórakozóhelyen levő 4-5 szerb fiatal úgy összeverte a két fiút, hogy az egyikük agyrázkódást szenvedett. (Szerbia)
- 2008. augusztus 8. – Kolozsváron egy magyar fiatalember éppen vendéglőből jött ki két barátjával, amikor két ittas román suhanc rájuk támadt. A konfliktus oka pusztán az volt, hogy magyarul beszéltek.
- 2008. október 24. – Szabadkán születésnapját ünneplő édesapja és bátyja társaságában Kónya Róbert hazafelé tartott, amikor megtámadták őket. Az incidenst nem előzte meg semmilyen szóváltás, a szerb ifjakat az zavarta, hogy magyar nyelven beszéltek. (Szerbia)
- 2008. november 1. – A DAC–Slovan labdarúgó mérkőzésen, amelyen Dusan Caplovic szlovák miniszterelnök-helyettes is részt vett, szlovák rohamrendőrök összeverték a magyar szurkolókat (Szlovákia)

18. perc: A szlovák kommandósok berontottak a magyar szektorba. Körülbelül ezer magyar szurkolót zsúfoltak össze egy kb. tíz méter széles sávba. Eközben a Slovan-drukkerek petárdákat dobáltak be a pályára, arra a rendőrök nem is reagáltak. A mérkőzés félbeszakadt.
20. perc: Két magyar szurkoló mozdulatlanul feküdt a magyar szektorban, ahová benyomultak a szlovák kommandósok. Mentők érkeztek több hordággyal. Közben a labdarúgó mérkőzés állt, a magyar szurkolók nem fértek el a szektorukban, és egymást taposták, a rohamrendőrök tovább ütlegelték őket.
25. perc: Hordágyon elvitték a sebesült magyar szurkolókat. Egy fiatalembert egy órán keresztül kellett a mentőhelikopteres elszállítása előtt újraéleszteni. Maradandó egészségkárosodást szenvedett. Három magyar sérült került a kórházba, kettő az eszméletét is elvesztette. Később folytatódott a mérkőzés.
- 2009. március 14. – A Szilágy megyei Sarmaságon Róbert egy születésnapi buliról sétált haza, és közben zenét hallgatott, fülhallgatóval. Nem beszélt magyarul az utcán, nem volt nála sem zászló, sem kokárda. Egy román társaság ismerhette őt, és megállította. Megszólították: „Bă ungurule!” (Hé, magyar!), s elkezdték ütni-verni, majd távoztak.
- 2009. március 27. – Magyar származása miatt vertek meg egy 16 éves fiút a Vajdaságban. A 7-8 szerb fiatalból álló társaság hátulról támadt a fiúra, boxerrel arcon ütötték, aki emiatt nekiesett egy kirakatüvegnek. Arccsontja eltört és járomcsontja beszakadt, súlyos sebesülései miatt meg kellett műteni. Többen elmondták: szinte mindennaposak a szerb diákok részéről a magyarokat sértegető megjegyzések.[90]
- 2009. március 29. – Vasárnapra virradóra ismeretlen tettesek megrongálták a temerini tájház előtt álló, eredetileg még a 19. században felállított római katolikus keresztet, sőt a bádogból készült Krisztus-corpust is megpróbálták letépni, ám ez nem sikerült nekik. Ádám István, a VMDP községi képviselője feljelentést tett a rendőrségen, s ennek nyomán lefolytatták a helyszíni vizsgálatot.

Ez, akárcsak K. Csongor középiskolás két nappal korábbi bántalmazása is egy kb. tizenöt fős, szerbül beszélő csoport részéről, azt jelzi, hogy a kisebbségellenes indulatok ismét feléledőben vannak (vagy tán soha nem is lankadtak) Temerinben, de – mint a bezdáni magyar fiú két héttel azelőtti brutális megverése jelzi – hasonló a helyzet Vajdaság más községeiben is
- 2009. szeptember 14. Szabadka központjában szerb fiatalok négy magyar fiatalt támadtak meg.[92]
- 2013 februárjáig is folyamatos magyarverések történnek Temerinben.
- 2013. március 18. Az Óbecsén agyonvert 17 éves magyarul beszélő cigány fiút, családi okok miatt gyilkolta meg négy környékbeli 30-40 éves férfi, egykori jövendőbelijének rokonai.

### Politikai tiltakozások a magyarverések ellen
- 2006. augusztus 28. – „A Magyar Koalíció Pártja (MKP) a gyors egyeztetés szándékával postázta a szlovák parlament pártjainak azt a szövegtervezetet, amelyben kezdeményezi, hogy a törvényhozás pártjai közös nyilatkozatban ítéljék el a szélsőséges és erőszakos megnyilvánulásokat, a Szlovákiában riasztóan felerősödött magyarellenes hangulatot, és állapodjanak meg arról, vajon a parlament elé terjesztik-e, vagy közös felhívásként nyilvánosságra hozzák” – erősítette meg Bugár Béla, a kezdeményező magyar párt akkori elnöke.
- 2008. április 3. – „A kommunizmus bukása óta, azaz 1989 után is számos sérelem érte a majd' kétmilliós romániai magyarságot. Európa egyik legnagyobb etnikai kisebbségeként viszont közösségünk elkötelezte magát amellett, hogy demokratikus és békés eszközökkel védje meg identitását. Közösségünk tagjai Románia lojális állampolgárai, de nem kívánnak másodrangú állampolgárként élni hazájukban. Kérem, lépjenek velem kapcsolatba, ha tanácsaikkal segíteni tudják egy kiegyensúlyozott, egészséges és virágzó romániai társadalom felépítését! Tisztelettel küldöm jókívánságaimat” írta Brüsszelben, 2008. április 3-án kelt levelében Tőkés László református püspök, európai parlamenti képviselő.
- 2008. november 2. – „Túlmutat a szombat délutáni dunaszerdahelyi szlovák rendőrattak egy erőszakkal tarkított focimeccsen. A magyar kormány azonnali és mindenre kiterjedő vizsgálatot kért a szomszédos állam hatóságaitól” – tudatta közleményben a Kormányszóvivői Iroda.
- 2008. november 7. – „Bármennyire elfogadhatatlan is egyik-másik szélsőséges csoportnak, személynek a szövege, az nem felhatalmazás arra, hogy a rendőrség gumibottal nekik menjen. Politikai érvekre politikával kell válaszolni, nem pedig gumibotokkal” – hangsúlyozta Gyurcsány Ferenc magyar kormányfő.